# Пань Янь
Пань Янь (22 вересня 1973) — китайська плавчиня.
Учасниця Олімпійських Ігор 1996 року, де в змаганнях груп у складі своєї збірної посіла 7-ме місце.